# 鄧黻
鄧黻（?—?），又名韍，字文度，号梓堂，常熟人，明朝书法家。

## 生平
正德十一年（1516年）應天鄉試举人，以母老不應會試。博通经史，善山水畫，亦能诗文。
嘉靖年間修《常熟縣志》十三卷。另有《易解》等。
台北故宮博物院藏有鄧韍書法題跋趙孟頫《致季宗源二札》。

## 家族
其先世松江華亭人，徙常熟。父姓蔡，因育於外家，改姓鄧。
有子邓廷荐。